# Фан Тхи Ким Фук
Фан Тхи Ким Фук (вьет. Phan Thị Kim Phúc; род. 2 апреля 1963 года), более известная как Ким Фук — вьетнамка, получившая мировую известность благодаря фотографии во время Вьетнамской войны, как традиционно считается, сделанной Ником Утом.

## Биография
Ким Фук родилась в городке Чангбанг провинции Тэйнинь к северо-западу от Сайгона. 8 июня 1972 года здесь шёл бой между подразделениями северовьетнамской и южновьетнамской армий, свидетелем которого стал корреспондент Ник Ут.
Группа мирных жителей, среди которых находилась и девятилетняя Ким Фук, третий день пряталась в бомбоубежище рядом с храмом Каодай, который охраняли южновьетнамские солдаты. Когда солдаты увидели, как цветная метка упала на территорию храма, они закричали детям быстрее убегать, так как это означало, что скоро начнётся бомбардировка. Дети бежали первыми, остальные гражданские и сами солдаты побежали сзади. Ким Фук бежала посередине между детьми и взрослыми. Когда она была напротив храма, внезапно появился самолёт и быстро снизился, поражённая громким звуком двигателей Ким Фук остановилась, повернула голову и увидела, как 4 бомбы выпали из самолёта и взорвались. Всё вокруг загорелось, одежда на девочке сгорела сразу. Она увидела, как горит её левая рука, правой ладонью она смахнула горящую жидкость, из-за чего кисть также обгорела. Её ноги не пострадали, поэтому она смогла выбежать из огня и догнать других детей, в том числе её брата и кузенов.
Ким Фук бежала с братом и плакала, пока у неё не кончились силы. Тогда она увидела перед собой толпу людей и закричала: «Nóng quá, nóng quá» («слишком жарко, слишком жарко»). Один из солдат дал ей попить воды и, желая облегчить страдания, полил девочку водой, из-за чего напалм, оставшийся на коже, среагировал с водой, из-за чего девочка снова загорелась и потеряла сознание, что, как она сказала в ТВ-интервью в 2017 году, «хорошо, так я перестала чувствовать боль, и это помогло».
Ник Ут запечатлел момент сразу после атаки — группу детей на фоне клубов дыма, в центре которой выделялась обнажённая рыдающая девочка с искажённым от боли лицом. Некоторые из корреспондентов снимали видео. В 2025 году организация World Press Photo предположила, что фотографы Нгуен Тхань Нге или Хюнь Конг Фук могли сделать этот снимок вместо Ута. Однако установить точное авторство не удалось. 
Сначала Ким Фук доставили в местную больницу, а затем, в связи с тяжёлыми ожогами, увезли в одну из больниц Сайгона. Когда через три дня мать с братом приехали навестить девочку, то нашли её тело в соседнем морге. Мать увидела, что её кожа начала гнить. После чего девочку перевезли в другую больницу, где она провела 14 месяцев и пережила 16 операций. 17-ю операцию ей сделали в 1974 году в Германии.
В результате взрыва погибли двое двоюродных братьев Ким Фук (в том числе трёхлетний Дан, запечатлённый на фото на руках у их общей бабушки Тао, он умер от полученных ран) и двое других жителей деревни.

## Известность
За свою фотографию Ут получил Пулитцеровскую премию. Снимок «Напалм во Вьетнаме» (Vietnam Napalm), «Ужас войны» или «Напалмовая девочка» стал одной из двух самых известных фотографий Вьетнамской войны и произвёл большое впечатление на американское общество. Как и в случае с другой фотографией, имеющаяся видеосъёмка эпизода не получила заметного распространения.
На 50-летнюю годовщину фотографии американский профессор Джозеф Кэмпбелл отметил ряд связанных с ней распространённых мифов:
- удар был нанесён самолётами США (это были самолёты ВВС Южного Вьетнама);
- фотография усилила антивоенные настроения в США (фактически в 1971 году, за год до фотографии, большая часть населения США уже была настроена против войны);
- фотография ускорила окончание Вьетнамской войны (к моменту, когда она была сделана, почти все американские боевые части уже покинули Южный Вьетнам, а война после этого длилась ещё три года и завершилась в 1975 году);
- фотография появилась на первых страницах всех американских газет (Кэмпбелл изучил 40 крупнейших ежедневных газет США и обнаружил, что фотография появилась на первых страницах 21 газеты, а 14 газет её вообще не публиковали).

## Дальнейшая жизнь
После больницы Ким Фук подверглась остракизму и боролась с депрессией, так как её бывшие подруги пугались её внешности.
После окончания войны Ким Фук долго использовалась вьетнамским правительством как антивоенный символ и была лишена возможности учиться в университете. Лишь в 1986 году ей было позволено продолжить учёбу. Ким Фук училась на Кубе, где встретила своего будущего мужа. В 1992 году, во время «медового месяца», они бежали с самолёта в аэропорту Гандер (Ньюфаундленд) и получили политическое убежище в Канаде. В настоящее время Ким Фук с семьёй живёт в городе Эйджаксе, провинция Онтарио (пригород Торонто).
На День ветеранов в 1996 году Ким Фук выступала у Мемориала ветеранов Вьетнама. Во время этого выступления её заметил американский ветеран Джон Пламмер. Впоследствии он встретился с ней и принёс свои извинения, заявив, что был ответствен за нанесение авиаудара в районе Чангбанг 8 июня 1972 года. Позднее выяснилось, что Пламмер лишь отвечал за передачу запроса на авиаподдержку от американского военного советника при южновьетнамском подразделении в соответствующее подразделение ВВС США, ещё позднее Пламмер признался, что под влиянием эмоций солгал о своей причастности к этому инциденту. Удар был нанесён южновьетнамской авиацией.
В 1997 году Ким Фук была назначена послом доброй воли ООН. Канадская писательница Дениз Чонг стала автором её биографии «The Girl in the Picture: the Story of Kim Phúc, the Photograph and the Vietnam War».
В 2015 году она прошла бесплатное лазерное лечение, чтобы уменьшить рубцы на спине и левой руке.
В 2025 году — лауреат азербайджанской Международной премии имени Низами Гянджеви (2025).